# وادیم عبدراشیتوف
وادیم عبدراشیتوف (روسی: Вадим Юсупович Абдрашитов؛ زادهٔ ۱۹ ژانویهٔ ۱۹۴۵) کارگردان فیلم اهل روسیه است.
وی کارگردان فیلم‌هایی همچون خدمتکار بوده، عبدراشیتوف همچنین برندهٔ جوایزی همچون جایزه دولتی برادران واسیلیف، جایزه دولتی اتحاد شوروی، و هنرمند مردمی روسیه. شده‌است.